# Písmo zlaté věčnosti
Písmo zlaté věčnosti (v originále The Scripture of the Golden Eternity) je dílo amerického spisovatele Jacka Kerouaca. Poprvé bylo publikováno v roce 1960 v době, kdy Kerouac objevoval buddhistické učení. Mimo jiné i na popud svého přítele, amerického básníka Gary Snydera se dal do psaní této práce. Kniha je velice krátká a je psána formou buddhistické sútry.
Česky kniha vyšla roku 1996 ve dvojjazyčném vydání (společně s angličtinou). Předtím byla dostupná pouze jako samizdat pod názvem Bible zlaté věčnosti.